# Les Planes d'Hostoles (ort)
Les Planes d'Hostoles är en ort i Spanien.   Den ligger i provinsen Província de Girona och regionen Katalonien, i den östra delen av landet, 500 km öster om huvudstaden Madrid. Les Planes d'Hostoles ligger 356 meter över havet och antalet invånare är 1 800.
Terrängen runt Les Planes d'Hostoles är huvudsakligen kuperad. Les Planes d'Hostoles ligger nere i en dal. Runt Les Planes d'Hostoles är det ganska glesbefolkat, med 42 invånare per kvadratkilometer. Närmaste större samhälle är Olot, 14,4 km norr om Les Planes d'Hostoles. I omgivningarna runt Les Planes d'Hostoles växer i huvudsak blandskog.